# Burgstall Oberweilersbach
Der Burgstall Oberweilersbach bezeichnet eine abgegangene mittelalterliche Niederungsburg im Nordwesten von Oberweilersbach, einem Ortsteil der Gemeinde Weilersbach im Landkreis Forchheim in Bayern.
Von der im 12. Jahrhundert erwähnten Burganlage ist nichts erhalten.